# Dom van Limburg
De Dom van Limburg (Dom St. Georg) is de bisschoppelijke kerk van de Hessische stad Limburg an der Lahn. Het is een basiliek uit de tijd dat de laatromaanse overging naar de vroeggotische stijl. De kathedraal rijst hoog boven de stad uit vanwege haar ligging op een heuvel. De dom heeft zeven torens en is aan de buitenkant in zijn oorspronkelijke kleuren beschilderd. 

## Geschiedenis
In 910 was op het initiatief van Konrad Kurzbold, graaf van het Beneden Lahngouw en bezitter van de berg "Limburg", met een schenking van de Oost-Frankische koning Lodewijk IV het Kind, een koorherenkapittel gesticht, dat met de bouw van de kloosterkerk op de rots begon. 
De tweede kerk op deze grond was in de 11de eeuw een vroeg-romaanse pijlerbasiliek. Een kerkmodel-reliekhouder vanuit de vroege 12de eeuw noemt graaf Heinrich als stichter van het "nieuwe templum". 
Tot de hoogte van de tribuneverdieping zijn de buitenmuren van dat gebouw de buitenmuren van de huidige kerk, zonder aan de kooromgang – resten van de oude koormuren met een stenen bank zijn beneden de arcade van de koor.
De vroeggotische wijziging begon volgens dendrochronologische data omstreeks 1180, dat is slechts 10 jaren later dan het bouwbegin van de Kathedraal van Laon, het voorbeeld voor de vormgeving van het huidige interieur. In de oude muren waren nieuwe, gotische, vensters gemaakt. Omdat de nieuwe gewelven aan de oude muren gezet zijn, zijn zij merendeels onregelmatig gevormd. Ook de steunbogen van het schip staan scheef. 
In 1235 kon de kerk worden ingewijd.
In 1802 was de koorherensticht geseculariseerd, en de kerk was nu een gewone parochiekerk. Pas sedert 1827 is de dom een bisschopskerk, een kathedraal.
In 1860 zijn de torens op het zuidelijke transept gebouwd.
In 1870 is het kapittelhuis aan het zuidelijke zijschip gesloopt en het zijschip kreeg een neoromaanse façade. Op alle façaden was de middeleeuwse bepleistering er van afgeslagen. De muren begonnen te verweren.
Tussen 1968 en 1972 werd de kerk nieuw bepleisterd en werd de hoofdzakelijk rood met witte beschildering aangebracht, naar middeleeuwse kleurzweempjes. Dat geeft extra accenten aan de architectuur.

## Architectuur
De beide westtorens zijn 37 m hoog zijn en hebben een rombisch dak. Van binnen zijn ze, net als de verwante torens van de Liebfrauenkirche in Andernach, als een westtribune verbonden met de kerk. In de westelijke gevel bevindt zich een roosvenster, in vergelijk met de merendeels gotische vensters van deze kerk en met andere roosvensters van de vroege 13de eeuw is het relatief grof uitgevoerd. De hoogste van de zeven torens is de 66 m hoge vieringtoren. De kerk heeft (weinig) steunbogen. De ronde vorm van koor en kooromgang zijn restanten van het hoog romaanse voorlopergebouw.
De kerk is een basiliek met tribunen boven de zijbeuken. De binnenstructuur met de triforia is gotisch, net als in Laon. Ook de zesdelige ribgewelven van het middenschip zijn gotisch. Maar de zijschepen en tribunen van het langhuis hebben rondbogige kruisgraatgewelven. Omgang en galerijen van het koor hebben kruisribgewelven. 
In de noordelijke dwarsbeuk bevindt zich het grafmonument van Konrad Kurzbold, de in 948 gestorven stichter van het klooster.